# Calcium
 "Ca" omdirigeres hertil. For andre betydninger af Ca, se CA.
Calcium (af calcis; det latinske ord for kalk) er det 20. grundstof i det periodiske system, og har det kemiske symbol Ca: Under normale temperatur- og trykforhold optræder dette jordalkalimetal som et gråligt metal der er blødere end bly.

## Kemiske egenskaber
Calcium er et reaktionsvilligt metal, som angribes af både ilten og kvælstoffet i den atmosfæriske luft og derved danner henholdsvis calciumoxid og calciumnitrid. Det reagerer også med vand, under dannelse af gasformig brint samt calciumhydroxid.
Calcium brænder med en karakteristisk rødorange flamme som kan "afsløre" stoffet i en flammeprøve, men derudover kan man påvise kationer af calcium, strontium og barium ved hjælp af f.eks. svovlsyre: Calcium danner et hvidt bundfald der ikke opløses i den sure blanding.

## Forekomst og udvinding
Calcium indtager femtepladsen på en liste over de mest udbredte grundstoffer i Jordens skorpe. På grund af dets reaktionsvillighed findes calcium ikke i fri, metallisk form i naturen, men altid i kemiske forbindelser med andre stoffer, f.eks. som kalksten, gips og fluorit. 
Verdens største krystaller findes i form af calciumsulfat i Cueva de los Cristales (kaldet Crystal Cave of the Giants på engelsk), en hule under Chihuahua-ørknen i Mexico.
Rent, metallisk calcium udvindes ved elektrolyse af smeltet calciumfluorid, om end andre calciumholdige salte også kunne bruges. Man kan også isolere calcium ved at reducere et calciumsalt med et mere reaktionsvilligt metal, f.eks. strontium, men behovet for det rene, mere reaktionsvillige metal gør denne metode økonomisk urentabel.

## Tekniske anvendelser
Calcium bruges til at reducere mineraler der indeholder metaller som uran, vanadium, zirconium og thorium, til de rene metaller, og til at fjerne oxider, svovl og kulstof fra legeringer med blandt andet jern. Calcium indgår desuden i legeringer med aluminium, beryllium, kobber, bly og magnesium, og som en kemisk bestanddel af cement og mørtel. I fyrværkeri giver calciumsalte anledning til orange farver.

## Historie
Eksistensen af calcium har været kendt siden det 1. århundrede, hvor romerne fremstillede kalk i form af calciumoxid, men først i 1808 lykkedes det Sir Humphry Davy at isolere metallisk calcium ved elektrolyse af en blanding af calciumoxid og kviksølvoxid. Han havde hørt at Berzelius og Pontin havde haft held til at skabe et calcium-holdigt amalgam ved hjælp elektrolyse, så han prøvede selv metoden i sit forsøg på at isolere rent calcium.

## Calcium i biologien
Calcium er essentielt for alle levende organismer; mange dyrearter indeholder mere calcium end noget andet metal. Stoffet spiller en rolle for transmissionen af impulser i nerverne, reguleringen af hjerterytmen, blodets størkning, musklernes sammentrækning samt cellernes væskebalance, og det er en væsentlig "byggesten" i knogler og tænder. Man har desuden fundet ud af at calcium spiller en rolle i produktionen af lymfevæske.
Derfor har levende væsener brug for et vist kvantum calciumforbindelser i deres føde. Hos mennesker er optagelsen af calcium afhængig af tilstedeværelsen af C- og D-vitaminer. Et utilstrækkeligt optag af calcium hæmmer dannelsen af ben og tænder, mens for meget calcium giver anledning til nyresten – dette kan dog modvirkes med B6-vitamin og magnesium. Behovet er størst i perioder hvor organismen er i vækst; i barndommen og under graviditet.  Lav calcium-koncentration i blodet ("hypokalcæmi") giver Trousseau-tegn.
Mejeriprodukter som mælk og ost er velkendte kilder til calcium i kosten, men også visse grøntsager som grønkål og broccoli, samt tang og nødder og frø som f.eks. mandler og sesamfrø er rige på calcium.

## Calcium og ernæring
Mange tror, at vi kun har brug for calcium, mens vi er børn og knoglerne vokser, men knoglevævet er faktisk levende væv med blodtilførsel og nerver. Der sker en konstant nedbrydning og genopbygning af knoglevævet gennem hele livet – derfor er det så vigtigt, at vi får en løbende tilførsel af calcium. Faktisk fornyes ca. 10 % af knoglerne hvert år – og derfor er det vigtigt livet igennem at få nok kalcium, protein og andre vigtige stoffer igennem det vi spiser og drikker.

## Isotoper af calcium
Calcium har fire stabile isotoper; 40Ca, 42Ca, 43Ca og 44Ca, samt to radioaktive isotoper, 46Ca og 48Ca, med så lange halveringstider at de i praksis kan betegnes som stabile. Naturligt forekommende calcium består for 97 procents vedkommende af isotopen 40Ca. 

## Eksterne links og henvisninger
1. ↑  "National Geographic, 2008. Crystal Cave of the Giants". Arkiveret fra originalen 12. oktober 2008. Hentet 10. juli 2013.
2. ↑  Kumar, Abbas, Fausto. Pathologic Basis of Disease, 7th edition. Philadelphia: Elsevier-Saunders, 2005. 1188.
3. ↑  Byrd-Bredbenner C, Berning J ,Beshgetoor D, Moe G. (2009). Wardlaw's Perspectives in Nutrition (8th ed). McGraw Hill
4. ↑  Mader, S., (2010) Human Biology, (11th ed.) © The McGraw-Hill Corporation

- Wikimedia Commons har flere filer relateret til Calcium